# 陈凤英 (政治人物)
陈凤英（？—），女，中华人民共和国政治人物，曾任中央人民政府驻香港特别行政区联络办公室副主任，中华全国妇女联合会常务委员，第十届全国政协委员。